# Gechvo
Gechvo är en ort i Mexiko.   Den ligger i kommunen Zinacantán och delstaten Chiapas, i den sydöstra delen av landet, 700 km öster om huvudstaden Mexico City. Gechvo ligger 2 278 meter över havet och antalet invånare är 466.
Terrängen runt Gechvo är kuperad åt nordost, men åt sydväst är den bergig. Runt Gechvo är det tätbefolkat, med 459 invånare per kvadratkilometer. Närmaste större samhälle är San Cristóbal de las Casas, 11,1 km öster om Gechvo. Omgivningarna runt Gechvo är en mosaik av jordbruksmark och naturlig växtlighet.